# El Bilín
El Bilín es una localidad del municipio de Balancán ubicado en la subregión de los Ríos del estado mexicano de Tabasco.

## Geografía
La localidad se ubica a 28.0 kilómetros (en dirección noreste) de la localidad de Balancán de Domínguez, la cabecera y lugar más poblado del municipio. Se sitúa en las coordenadas geográficas 17°36′52″N 91°21′48″O / 17.614444, -91.363333, a una elevación de 14 metros sobre el nivel del mar.

## Demografía
Según el Conteo de Población y Vivienda 2020, efectuado por el Instituto Nacional de Estadística y Geografía, la localidad de El Bilín tiene 95 habitantes, de los cuales 45 son del sexo masculino y 50 del sexo femenino. Su tasa de fecundidad es de 3.58 hijos por mujer y tiene 26 viviendas particulares habitadas.
| Gráfica de evolución demográfica de El Bilín entre 1990 y 2020 |
|                                                                |
| INEGI.                                                         |